# Formule de Smarr
La formule de Smarr est une formule mathématique reliant l'ensemble des grandeurs physiques dans le domaine de la thermodynamique des trous noirs, à l'instar de l'équation d'état dans un système thermodynamique.
La formule de Smarr doit son nom à Larry Smarr (en) qui l'a mise en évidence et démontrée en 1972.

## Expression usuelle
L'expression usuelle de la formule de Smarr est donnée pour un trou noir de Kerr-Newman,,,,, :
{\displaystyle M={\frac {\kappa }{4\pi }}A_{\mathrm {H} }+2\Omega _{\mathrm {H} }J+\Phi _{\mathrm {H} }Q},
avec :
- {\displaystyle M} est la masse ;
- {\displaystyle J} est le moment cinétique ;
- {\displaystyle Q} est la charge électrique ;
- {\displaystyle A_{\mathrm {H} }} est l'aire ;
- {\displaystyle \kappa } est la gravité de surface ;
- {\displaystyle \Omega _{\mathrm {H} }} est la vitesse angulaire ;
- {\displaystyle \Phi _{\mathrm {H} }} est le potentiel électrostatique en corotation.

## Rappel de thermodynamique
Le premier principe de la thermodynamique stipule que la variation d'énergie interne {\displaystyle {\rm {d}}U} d'un gaz est reliée au travail des forces de pression, à l'apport de chaleur et à la variation éventuelle du nombre de particules par la formule
{\displaystyle {\rm {d}}U=-P{\rm {d}}V+T{\rm {d}}S+\mu {\rm {d}}N},
où P représente la pression, V le volume du gaz, T la température, S l'entropie, µ le potentiel chimique et N le nombre de particules du gaz. Dans cette formule, toutes les quantités dont on prend la variation (dU, dV, dS et dN) sont des variables extensives, alors que les coefficients qui leur sont en facteur (P, T et µ) sont des variables intensives. L'énergie interne peut donc être vue comme une fonction homogène de degré 1 vis-à-vis des variables extensives V, S et N. Le théorème d'Euler stipule alors que la fonction U peut s'écrire sous la forme
{\displaystyle U=-PV+TS+\mu N}.

## La formule de Smarr
La thermodynamique des trous noirs relie la masse M d'un trou noir à la surface A de son horizon et ses éventuels moment cinétique L et charge électrique Q :
{\displaystyle M=M(A,L,Q)}.
En différenciant cette relation, on obtient une formule du type
{\displaystyle {\rm {d}}M={\frac {\kappa }{8\pi }}{\rm {d}}A+\Omega {\rm {d}}L+V{\rm {d}}Q},
où κ, Ω et V représentent respectivement la gravité de surface, la vitesse angulaire et le potentiel électrique du trou noir, et où l'on s'est placé dans le système d'unités géométriques, où les unités de temps et de masse sont choisies de sorte que la vitesse de la lumière et la constante de gravitation sont égales à 1. La principale différence avec le cas thermodynamique usuel tient à ce que les variables dont on donne les variations ne sont pas extensives. Ainsi, la surface du trou noir est-elle proportionnelle non pas à la masse, mais au carré de la masse, et il en est de même pour le moment cinétique. On peut néanmoins, à l'aide du changement de variable approprié, utiliser le théorème d'Euler, qui donne alors
{\displaystyle M={\frac {\kappa A}{4\pi }}+2\Omega L+VQ}.
avec κ :  la gravité de surface ; 2Ω : vitesse du vecteur nucléaire Vnpr (Vector Nuclear of Photon Released)  pour le  transport des particules  proportionnel à la vitesse de l'onde l'umière = f. λ  ou f est la fréquence de l'onde  et λ est sa longueur ;  V  est et le potentiel électrique du trou noir . L est le moment cinétique quantique et joue un rôle fondamental en physique atomique et moléculaire, dans la classification des termes électroniques.
La formule de Smarr peut s'appliquer à tout type de trou noir, pourvu que l'on détermine le degré d'homogénéité des variables qui interviennent dans la description du trou noir. Elle est ainsi applicable à tous les trous noirs exotiques existant dans des espaces à dimensions supplémentaires tels que ceux étudiés dans le cadre de la théorie des cordes.